# Unify
Unify (voller Firmenname: Unify Software & Solutions GmbH & Co. KG) ist ein Unternehmen der Mitel Networks Corporation, hat seinen Hauptsitz in München und weitere Niederlassungen in über 100 Ländern. Das Unternehmen vertreibt softwarebasierte Unified Communications (UC)-Lösungen für Unternehmen. Hierzu gehören Sprachkommunikation, Web Collaboration, Videokonferenzen, Contact Center u. v. m. sowie Netzwerklösungen und weltweite Services.
Das Joint Venture (zunächst unter dem Namen Siemens Enterprise Communications) zwischen dem US-amerikanischen Finanzinvestor The Gores Group und der Siemens AG wurde am 19. Juli 2008 bekannt gegeben und trat am 1. Oktober 2008 in Kraft. The Gores Group übernahm dabei 51 % des Unternehmens, die Siemens AG 49 %. CEO von Unify ist Dean Douglas. Hamid Akhavan, der ehemalige CEO von Unify, ist nun im Aufsichtsrat des Unternehmens tätig. Im Oktober 2013 wurde das Unternehmen dann in Unify (vollständig: Unify GmbH & Co. KG) umbenannt.
Im November 2015 gaben Siemens und Gores bekannt, dass sie Unify für 590 Millionen Euro an den französischen IT-Dienstleister Atos verkaufen. Zu den Verkaufsvereinbarungen zählte auch die Verpflichtung von Siemens, in noch größerem Umfang IT-Kunde von Atos zu sein und außerdem seine 12-Prozent-Beteiligung an Atos mindestens bis 2020 zu halten. Die Beteiligung entstand, als Siemens im Jahr 2011 seine IT-Dienstleistungs-Sparte Siemens IT Solutions and Services (SIS) gegen die Aktienbeteiligung abgab. Die Übernahme wurde Ende Januar 2016 vollzogen.
Am 24. Januar 2023 gab das Unternehmen bekannt, dass der Eigentümer Atos das Unternehmen im zweiten Halbjahr 2023 an die kanadische Mitel Gruppe verkaufen werde. Mitel gab am 2. Oktober 2023 den Abschluss der Übernahme bekannt.

## Geschichte

### Hintergrund: Herkunft (1847–2006)
Unify hat seine Wurzeln in der Telegraphen-Bauanstalt von Siemens & Halske, die Werner von Siemens am 12. Oktober 1847 gründete. Werner von Siemens’ erste Erfindung war der Zeigertelegraf. In der zweiten Hälfte des 19. Jahrhunderts baute das Unternehmen im Rahmen großer Projekte Fern-Telegrafenlinien in Deutschland und Russland sowie die bedeutende Indo-Europäische Telegraphenlinie, die sich über 11.000 km von London nach Kalkutta erstreckte. 1897 erfolgte die Umwandlung von Siemens & Halske in eine Aktiengesellschaft.
In der ersten Hälfte des 20. Jahrhunderts entstanden aus einer Reihe von Fusionen und Ausgliederungen drei separate Unternehmen. Das ursprüngliche Unternehmen Siemens & Halske konzentrierte sich fortan auf Kommunikationstechnik. Die Siemens-Schuckertwerke GmbH, die 1903 gegründet wurden, legte den Fokus auf den Bereich Starkstromtechnik. Und die 1932 gegründeten Siemens-Reiniger-Werke spezialisierten sich schließlich auf Medizintechnik. 1966 wurden diese drei Unternehmen nach einer umfassenden Restrukturierung in der Siemens AG zusammengefasst.
In den späten 70er Jahren des 20. Jahrhunderts setzte sich die Siemens AG das Ziel, einer der bedeutendsten Akteure im Bereich der Informations- und Kommunikationstechnologie zu werden. 1978 wurde „Siemens Communication Systems“ gegründet, das 1985 in zwei Bereiche untergliedert wurde: „Siemens Communication Systems“ für öffentliche Netzwerkprodukte und „Siemens Information Systems“ für Telefonanlagen und Computer-gestützte Produkte. Im Verlauf der Globalisierung der 1990er übernahmen diese beiden Sparten mehrere große Unternehmen. 1989 begann die Telefonanlagen-Sparte mit der schrittweisen Übernahme des Unternehmens ROLM von IBM und benannte es in ROLM Systems um. Der Kaufprozess wurde 1992 abgeschlossen und das entstandene Unternehmen hieß ab diesem Zeitpunkt Siemens-ROLM Communications. Im selben Jahr übernahm das Unternehmen 40 % der Anteile an GEC-Plessey Telecommunications (GPT). Daraus entstand das UK-Geschäft des aktuellen Unternehmens. 1991 kaufte die Betreibernetz-Sparte Stromberg-Carlson von The Plessey Company plc. 1996 erwarb das Unternehmen außerdem die Telefonanlagensparte von Mercury Communications Ltd, einer Tochtergesellschaft des in Großbritannien ansässigen Unternehmens Cable & Wireless.
Ende 1998 unterzog sich die Siemens AG erneut einer umfassenden Restrukturierung, aus der vier Hauptsparten hervorgingen: Energieerzeugung, Industrie, Schienensysteme sowie Information und Kommunikation (ICN). Siemens Information and Communication Networks (SICN) – Teil der ICN-Sparte und später allgemein bekannt als Siemens Communications (Siemens COM) – wurde zur größten Unternehmenseinheit der Siemens AG. Ihre strategische Ausrichtung lag schwerpunktmäßig auf der Konsolidierung und dem Ausbau der internetbasierten Netzwerktechnologien, da bereits abzusehen war, dass das Volumen des weltweiten Datenverkehrs schon Anfang des 21. Jahrhunderts das der Sprachtelefonie übersteigen würde. Außerdem spielte der US-Markt eine große Rolle für Siemens COM, der zu dieser Zeit von Nortel Networks, Lucent Technologies und dem aufkommenden Unternehmen Cisco Systems beherrscht wurde. Aus diesem Grund übernahm das Unternehmen 1999 die beiden US-amerikanischen Firmen Castle Networks Inc. und Argon Networks Inc.
Im März 2002 wurde Siemens Communications in zwei große Unternehmenseinheiten aufgeteilt: Eine für öffentliche Mobilfunknetze und Festnetze, die andere für Unternehmensnetzwerke.

### Siemens Enterprise Communications (2006–2013)

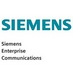
Logo des Unternehmens zu der Zeit als Siemens Enterprise Communications

Die Entstehungsgeschichte des heutigen Unternehmens begann im Juni 2006, als die Siemens AG die Sparte Siemens COM in zwei Bereiche untergliederte, um eine bessere strategische Ausrichtung zu ermöglichen.
Am 19. Juni 2006 fusionierte die Betreibernetz-Sparte mit der Nokia Network Business Group zu einem neuen Joint Venture – Nokia Siemens Networks (heute Nokia Solutions and Networks). Am 1. Oktober 2006 wurde schließlich Siemens Enterprise Communications als hundertprozentige Tochter der Siemens AG gegründet. Seit diesem Tag liegt der Fokus des Unternehmens auf vereinheitlichten Kommunikationslösungen und entsprechenden Services.
Ende Juli 2008 gab Siemens ein Joint Venture mit dem US-amerikanischen Finanzinvestor The Gores Group (unter der Leitung von Alec Gores) bekannt, in dessen Rahmen zwei Unternehmensbereiche der Gores Group, Enterasys und SER Solutions, Inc. (Dulles, Virginia), integriert werden sollten.
Ab diesem Zeitpunkt operierte Enterasys als Tochtergesellschaft von Siemens Enterprise Communications. Am 12. September 2013 gab Extreme Networks, Inc. den Abschluss eines bindenden Kaufvertrags über die ausgegebenen Aktien von Enterasys für einen Gesamtpreis von ca. 180 Millionen USD bekannt. Der Abschluss dieser Transaktion wurde am 1. November 2013 bekannt gegeben.

### Unify (2013 bis heute)
Im Oktober 2013 benannte sich Siemens Enterprise Communications in Unify um. Der neue Name soll für die Vision des Unternehmens stehen, Kommunikationssysteme, Unternehmensabläufe und Menschen miteinander in Einklang zu bringen.
Unify hat ca. 5.600 Mitarbeiter bei einem Umsatz von 1,2 Milliarden Euro (Stand 2015). Im November 2015 gaben die beiden Einzelaktionäre Siemens und Gores den Verkauf des Unternehmens an den französischen IT-Dienstleister Atos SE bekannt.

## Produkte und Services
Unify ist ein weltweiter Anbieter integrierter Kommunikationslösungen, der vereinheitlichte Kommunikationslösungen, Netzwerkinfrastruktur- und Sicherheitslösungen sowie umfassende Managed und Professional Services für große Unternehmen, aber auch für KMU anbietet. Der Vertrieb erfolgt direkt oder über Partnerunternehmen.
Die wichtigsten Produktmarken von Unify sind OpenScape (UC-Anwendungen) und HiPath (konvergierte Lösungen für die Unternehmenskommunikation). Die erste Version von OpenScape brachte das Unternehmen 2003 mit Microsoft auf den Markt. Unify hat sich der Nutzung und Unterstützung offener Schnittstellen und Standards wie SIP und SOA verschrieben, und OpenScape war die erste UC-Lösung, die ausdrücklich für diese Protokolle entwickelt wurde. OpenScape Fusion Plug-Ins ermöglichen die Integration von Kommunikationsfunktionen in bestehende Anwendungen wie G Suite, Microsoft Outlook, SharePoint, Skype for Business, IBM Notes usw. Das weltweite Service-Portfolio des Unternehmens deckt Managed Services, Professional Services sowie Wartungs- und Support-Services ab.
OpenScape hat es in den Magic-Quadrant-Umfragen von Gartner Inc. sowohl für Sprachkommunikation als auch für UC in den Leaders Quadrant geschafft. OpenScape UC erhielt Top-Bewertungen beim Ausschreibungswettbewerb der Enterprise Connect in den Jahren 2012 und 2013.

### Produkte
- Unified Communications

Cloud und standortbasierte Lösungen für mobility, Web Collaboration, Video, Messaging und Plug-In-Integrationen
Sprachlösungen
Cloud- und standortbasierte Sprachlösungen sowie PBX-Netzwerke verschiedener Anbieter
- Contact center

Cloud- und standortbasierte Lösungen für Großunternehmen sowie kleine und mittelständische Unternehmen, einschließlich Outbound-Kampagnenmanagement und Workforce Optimization
- Kleine und mittelständische Unternehmen

Eine umfassende Suite an UC-, Sprach- und Contact Center-Lösungen für KMU
- Endgeräte und Clients
- Telefonanlagen

### Services
- Managed Services

Outtasking oder vollständiges Outsourcing
- Professional Services

Design- und Integrationsservices, Beratungs- und Unternehmensservices

### Marktstrategie
Unify vertreibt seine Lösungen über eine Kombination aus Direktvertrieb und Partnerunternehmen.
2008 begann das Unternehmen, seine Markteinführungsstrategie von einem reinen Direktvertrieb zu einem Modell auszubauen, das sowohl direkte Vertriebskanäle als auch Partner nutzt. Heute verfügt Unify über einen Partnerkanal mit über 2.700 Registered Resellers, die alle großen Märkte abdecken.
Viele Länder werden ausschließlich über Partner bedient, während in anderen eine Kombination aus Direktvertrieb und Partnern zum Einsatz kommt. Global Alliance-Partner wie BT, AT&T, IBM, Verizon, Telefónica und Deutsche Telekom bedienen gemeinsam mit Unify verschiedene Märkte und konzentrieren sich dabei üblicherweise auf Großunternehmen und ausgewählte weltweit tätige Kunden. Die weltweiten Reseller-Partner von Unify dagegen legen ihren Schwerpunkt auf KMU-Kunden.
Das Unternehmen verfolgt eine progressive Werbestrategie mit mehreren aufeinander folgenden Kampagnen.
- Lifeworks (2001). So lautete die Vision des Unternehmens, der fragmentierten Kommunikationslandschaft mit einem einheitlichen, nahtlosen Anwendererlebnis zu begegnen, das durch die Integration von Kommunikation über verschiedene Protokolle, Netzwerke und Geräte hinweg erfolgen sollte, unabhängig vom jeweiligen Standort. Lifeworks wurde 2001 mit dem European Innovation Award des Wall Street Journal Europe ausgezeichnet.
- Open Communications (2006). Mit der Tagline „Communications for the Open Minded“ legte diese Strategie den Fokus auf den Mehrwert eines offenen und standardbasierten Software-Ansatzes sowie die Integration in bestehende Unternehmensanwendungen.
- amplifyTEAMS (2012). Mit der Tagline „Teamarbeit intensivieren. Performance maximieren.“ präsentierte Unify das Konzept „amplifyTEAMS“. Damit sollte der Fokus der Branche nicht in erster Linie auf Technologie, sondern verstärkt auf die Performance und Produktivität von Teams gelenkt werden.
- Harmonize your Enterprise (2013). Nach der Umfirmierung zu Unify startete das Unternehmen die Initiative „Harmonize your Enterprise“ mit der Tagline „Centralizing and simplifying communications in a hyper-connected world“ (Zentralisierung und Vereinfachung von Kommunikation in unserer stark vernetzten Welt). Diese wurde als Antwort auf den Wandel traditioneller Arbeitsweisen entwickelt. Die Initiative „Harmonize your Enterprise“ zielt darauf ab, diesem Wandel mit einem vereinfachten und zentralisierten Kommunikationssystem zu begegnen, das Social Media unterstützt und mehr Flexibilität ermöglicht.

### Circuit (vormals Project Ansible)
Eine sichere Kommunikationsplattform, die den täglichen Kommunikationsfluss zusammenführt und verwaltet, unabhängig von Endgerät, Kanal und Standort. Diese Plattform, die Sprache, Video, Social Communications, Suchfunktionen, Unternehmensanwendungen und weitere Kanäle zusammenführt, wurde in Zusammenarbeit mit Frog Design Inc. unter dem Namen Project Ansible entwickelt und am 16. Juli 2013 offiziell vorgestellt. Seit der Markteinführung trägt das Produkt den Namen Circuit und stellt eine Kernkomponente des Lösungsportfolios von Unify dar. Durch die Kooperation mit RingCentral, wird Circuit durch die RingCentral Desktop App ersetzt.